# Crkva sv. Jeronima u Pučišćima
Crkva sv. Jeronima nalazi se u Pučišćima na Braču.

## Opis
Trobrodna župna crkva sv. Jeronima u Pučišćima podignuta je na južnoj strani uvale na mjestu starije građevine iz 16. stoljeća. Renesansna crkva je proširena polovicom 18. st. i produžena 1856. godine kad dobiva novo kameno pročelje s klasicističkim profilacijama. Jugoistočno od crkve je zvonik Ignacija Macanovića s kamenom ložom, atikom i završnom lukovicom podignut polovicom 18. stoljeća. Ožbukana unutrašnjost je raščlanjena kamenim pilonima i profiliranim lukovima te pokrivena ravnim stropom sa štukaturama. U crkvi se ističu radovi drvorezbara Franje Čučića iz 16. stoljeća te oltar sv. Roka iz 17. stoljeća s pozlaćenim rezbarenim antependijem i slikom mletačkog slikara Sante Peranda.

## Zaštita
Pod oznakom Z-4781 zavedena je kao nepokretno kulturno dobro - pojedinačno, pravna statusa zaštićena kulturnog dobra, klasificirano kao "sakralna graditeljska baština".

## Vanjske poveznice
|  | Zajednički poslužitelj ima još gradiva o temi Crkva sv. Jeronima u Pučišćima |